# Nelson Épée
Nelson Épée (Francia, 20 de febrero de 2001) es un jugador profesional francés de rugby que se desempeña en la posición de wing izquierdo en Stade Toulousain, equipo perteneciente a la liga Top 14.

## Carrera
Épée es un jugador de formación francesa (JIFF). En 2008 comenzó su carrera deportiva con el equipo U.A. Saverdun, en el cual jugó nueve temporadas (2008-2017), después pasó a Stade Toulousain, donde lleva jugando siete temporadas.